# Tupigea paula
Tupigea paula là một loài nhện trong họ Pholcidae. Loài này được phát hiện ở Brasil.